# Eiichi Katayama
Eiichi Katayama (født 30. november 1991) er en japansk fodboldspiller, som spiller for den japanske fodboldklub Cerezo Osaka.